# نوک و حلقه

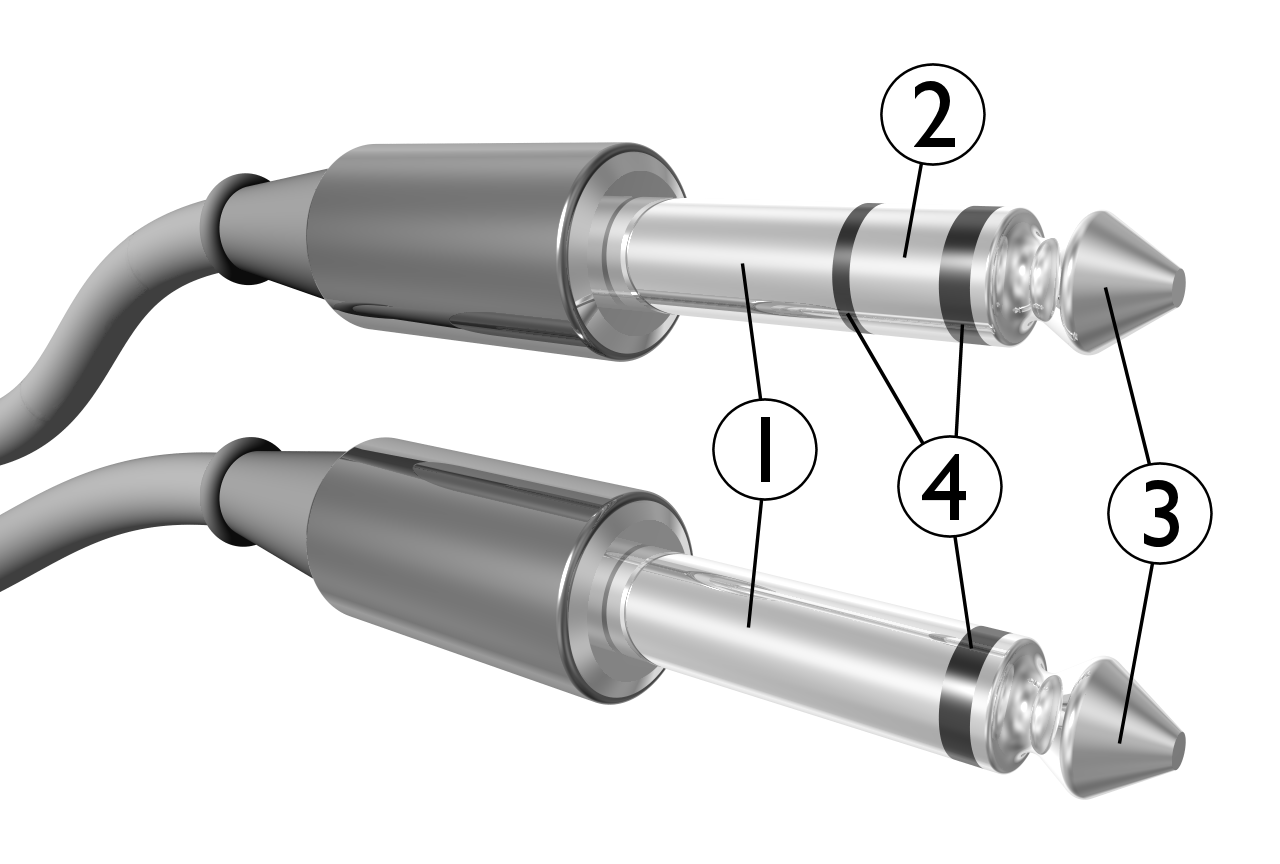
۱: روکش استوانه‌ای، ۲: حلقه، ۳: نوک، ۴: عایق‌ها

نوک و حلقه (Tip and ring) نام دو رسانا یا طرف خط تلفن است. این اصطلاحات مربوط به فیش تلفن است که برای برقراری تماس تلفنی در تابلوهای دستی استفاده می‌شد. یک طرف خط به نوک فلزی فیش وصل می‌شود و طرف دیگر به یک حلقه فلزی فیش در پشت نوک وصل می‌شود و توسط یک ماده نارسانا از نوک جدا شده و عایق‌بندی می‌شود. هنگامی که در جک قرار گرفتند، ابتدا هادی نوک فیش وصل می‌شود، و به دنبال آن هادی حلقه فیش. در بسیاری از کشورهای اروپایی نوک و حلقه به سیم‌های A و B شناخته می‌شوند.
هیچ‌یک از هادی‌های نوک و حلقه به‌طور دائم به زمین وصل نشده‌اند، اما ممکن است در طول عملیات سیگنالینگ به زمین وصل شوند. به‌طور معمول، هادی حلقه دارای پتانسیل جریان مستقیم (DC) از ۸۴- ولت تا ۵۲- ولت نسبت به هادی نوک است وقتی خط در حالت وصل‌شده (on-hook) یا بی‌کار قرار دارد. هر دو هادی شناور است، که هیچ‌یک از آن‌ها به زمین ارجاع نمی‌شود، دریافت هوم را از هر سیم برق متناوب متناوب (AC) در نزدیکی آن را به حداقل می‌رساند.

## ولتاژ خط
شرکت تلفن سیستم‌های باتری بزرگی را که ولتاژ خط DC را برای کار با سرویس تلفن آنالوگ در محل‌های مشتری فراهم می‌کند را نگه می‌دارد. طول خط تا رابط تلفن مشترک مقاومتی را نشان می‌دهد که دفتر مرکزی با افت ولتاژ آن مواجه می‌شود و بنابراین ممکن است ولتاژ در سایت مشترک متفاوت باشد. ولتاژ اسمی باتری (سیستم) بر اساس باتری اسید سرب ۲۴ سلولی، ۵۲٫۱ ولت است. ولتاژ در رابط شبکه مشترک معمولاً بین ۴۸ ولت بین سیم‌های حلقه و نوک، با نوک نزدیک به زمین و حلقه در ۴۸- ولت است.
برای زنگ زدن به تلفن برای هشدار دادن مشترک به تماس دریافتی، دفتر مرکزی سیگنال ایی‌سی ۲۰هرتز، با ولتاژ اسمی ۱۰۵ ولت، بیش از ولتاژ DC موجود در خط آماده به کار را روی آن قرار می‌دهد. از لحاظ تاریخی چندین سیستم چند فرکانس استفاده می‌شده‌است.

## کد رنگ
در  سیم کشی در محل مشترک، اولین یا تنها جفت سیم کشی داخلی و جک‌ها به رنگ سبز برای هادی نوک، و برای قسمت حلقه قرمز رنگ هستند. یک جفت دوم به رنگ مشکی برای نوک و زرد برای حلقه کدگذاری شده‌است. یک جفت سوم شامل کدگذاری نوک سفید و کدگذاری حلقه آبی است. برای سرهم کردن کابل بزرگتر از طرح‌های پیچیده‌تر، مانند  کد رنگ ۲۵ جفت استفاده شده‌است.